# Khem Birch
Pour les articles homonymes, voir Birch.
Khem Xavier Birch, né le 28 septembre 1992 à Montréal au Québec, est un joueur canadien de basket-ball évoluant au poste de pivot.

## Biographie

### Carrière universitaire
Durant l'année 2011-2012, il joue pour les Panthers de Pittsburgh à l'université de Pittsburgh.
Entre 2012 et 2014, il joue pour les Rebels d'UNLV à l'université du Nevada (Las Vegas).

### Carrière professionnelle

#### Skyforce de Sioux Falls (2014-2015)
Le 26 juin 2014, lors de la draft 2014 de la NBA, il n'est pas sélectionné.
Il participe à la NBA Summer League 2014 avec les Wizards de Washington. Le 12 septembre 2014, il signe un contrat avec le Heat de Miami, mais, le 25 octobre 2014, le Heat résille son contrat.
Le 30 octobre 2014, il rejoint le Skyforce de Sioux Falls, l'équipe de G-League affiliée au Heat de Miami.

#### Uşak Sportif (2015-2016)
Le 30 juin 2015, il part en Turquie où il signe un contrat avec l'Uşak Sportif. En juillet 2015, il participe à la NBA Summer League 2015 d'Orlando avec les Nets de Brooklyn et à celle de Las Vegas avec les Pelicans de La Nouvelle-Orléans.

#### Olympiakós (2016-2017)
Le 16 juin 2016, il part en Grèce où il signe un contrat avec l'Olympiakós.

#### Magic d'Orlando (2017-2021)
Le 27 juillet 2017, Birch signe un contrat avec le Magic d'Orlando. Entre le 2 novembre 2017 et le 24 mars 2018, il est envoyé plusieurs fois chez le Magic de Lakeland, l'équipe de G-League affiliée au Magic d'Orlando.
Le 30 juin 2018, le Magic d'Orlando garantit le contrat de Birch pour une saison supplémentaire.
Le 10 juillet 2019, il se réengage pour deux saisons avec le Magic d'Orlando.

#### Raptors de Toronto (2021-2023)
En avril 2021, il s'engage avec les Raptors de Toronto après avoir été coupé par le Magic d'Orlando.
En février 2023, Birch est envoyé aux Spurs de San Antonio avec des choix de draft contre Jakob Pöltl. Il est coupé en octobre 2023 sans avoir joué un seul match.

#### Bàsquet Girona (2024)
Le 5 février 2024, il signe en Europe avec le Bàsquet Girona jusqu'à la fin de la saison.

#### Fenerbahçe (depuis 2024)
En septembre 2024, Birch rejoint le Fenerbahçe, club turc évoluant en Euroligue.

## Palmarès
- Vainqueur de l'Euroligue 2024-2025 avec le Fenerbahçe
- Vainqueur de la Coupe de Turquie 2025

## Statistiques

### Universitaires
| Saison    | Équipe     | Matchs | Titul. | Min./m | % Tir | % 3pts | % LF | Rbds/m. | Pass/m. | Int/m. | Ctr/m. | Pts/m. |
| --------- | ---------- | ------ | ------ | ------ | ----- | ------ | ---- | ------- | ------- | ------ | ------ | ------ |
| 2011-2012 | Pittsburgh | 10     | 6      | 15,0   | 57,1  | 0,0    | 54,5 | 5,00    | 0,00    | 0,20   | 1,90   | 4,40   |
| 2012-2013 | UNLV       | 26     | 15     | 21,8   | 56,3  | 0,0    | 64,2 | 5,73    | 0,58    | 0,69   | 2,62   | 7,15   |
| 2013-2014 | UNLV       | 33     | 32     | 31,4   | 51,0  | 0,0    | 69,3 | 10,21   | 1,21    | 0,64   | 3,76   | 11,55  |
| Carrière  | Carrière   | 69     | 53     | 25,4   | 53,1  | 0,0    | 66,8 | 7,77    | 0,80    | 0,59   | 3,06   | 8,86   |

### Professionnelles
Légende :
gras = ses meilleures performances

#### Saison régulière
| Saison    | Équipe   | Matchs | Titul. | Min./m | % Tir | % 3pts | % LF | Rbds/m. | Pass/m. | Int/m. | Ctr/m. | Pts/m. |
| --------- | -------- | ------ | ------ | ------ | ----- | ------ | ---- | ------- | ------- | ------ | ------ | ------ |
| 2017-2018 | Orlando  | 42     | 0      | 13,8   | 54,0  | 0,0    | 68,9 | 4,29    | 0,81    | 0,36   | 0,50   | 4,24   |
| 2018-2019 | Orlando  | 50     | 1      | 12,9   | 60,3  | 0,0    | 69,9 | 3,80    | 0,76    | 0,36   | 0,58   | 4,80   |
| 2019-2020 | Orlando  | 48     | 24     | 19,2   | 51,0  | 0,0    | 65,3 | 4,58    | 1,04    | 0,42   | 0,48   | 4,42   |
| 2020-2021 | Orlando  | 48     | 5      | 19,8   | 45,0  | 19,0   | 74,1 | 5,06    | 1,10    | 0,67   | 0,58   | 5,31   |
| 2020-2021 | Toronto  | 19     | 17     | 30,4   | 55,6  | 29,0   | 63,6 | 7,58    | 1,89    | 0,84   | 1,16   | 11,95  |
| 2021-2022 | Toronto  | 55     | 28     | 18,0   | 48,5  | 0,0    | 74,6 | 4,35    | 1,02    | 0,55   | 0,47   | 4,49   |
| 2022-2023 | Toronto  | 20     | 0      | 8,1    | 59,4  | 50,0   | 80,0 | 1,25    | 0,35    | 0,25   | 0,25   | 2,15   |
| Carrière  | Carrière | 282    | 75     | 17,1   | 52,0  | 20,0   | 69,8 | 4,40    | 0,97    | 0,48   | 0,55   | 4,97   |

Dernière mise à jour le 18 octobre 2023.

#### Playoffs
| Saison   | Équipe   | Matchs | Titul. | Min./m | % Tir | % 3pts | % LF | Rbds/m. | Pass/m. | Int/m. | Ctr/m. | Pts/m. |
| -------- | -------- | ------ | ------ | ------ | ----- | ------ | ---- | ------- | ------- | ------ | ------ | ------ |
| 2019     | Orlando  | 5      | 0      | 18,3   | 55,6  | 0,0    | 85,7 | 6,20    | 0,80    | 0,20   | 1,00   | 5,20   |
| 2020     | Orlando  | 5      | 0      | 17,9   | 50,0  | 0,0    | 90,9 | 5,00    | 1,40    | 0,20   | 0,00   | 4,80   |
| 2022     | Toronto  | 6      | 4      | 10,5   | 50,0  | 50,0   | –    | 1,50    | 0,50    | 0,17   | 0,17   | 3,00   |
| Carrière | Carrière | 16     | 4      | 15,3   | 52,1  | 50,0   | 88,9 | 4,06    | 0,88    | 0,19   | 0,38   | 4,25   |

Dernière mise à jour le 18 octobre 2022.

## Records sur une rencontre en NBA
Les records personnels de Khem Birch en NBA sont les suivants, :
| Type de statistique        | Saison régulière | Saison régulière          | Saison régulière | Playoffs | Playoffs                | Playoffs      |
| Type de statistique        | Record           | Adversaire                | Date             | Record   | Adversaire              | Date          |
| -------------------------- | ---------------- | ------------------------- | ---------------- | -------- | ----------------------- | ------------- |
| Points                     | 20               | @ Nuggets de Denver       | 29 avril 2021    | 9        | @ Raptors de Toronto    | 23 avril 2019 |
| Paniers marqués            | 8                | 3 fois                    | 3 fois           | 4        | @ Raptors de Toronto    | 23 avril 2019 |
| Paniers tentés             | 15               | 2 fois                    | 2 fois           | 7        | @ Raptors de Toronto    | 16 avril 2019 |
| Paniers à 3 points réussis | 2                | @ Nuggets de Denver       | 29 avril 2021    | 1        | 2 fois                  | 2 fois        |
| Paniers à 3 points tentés  | 6                | @ Mavericks de Dallas     | 14 mai 2021      | 2        | @ 76ers de Philadelphie | 25 avril 2022 |
| Lancers francs réussis     | 7                | 2 fois                    | 2 fois           | 3        | Bucks de Milwaukee      | 24 août 2020  |
| Lancers francs tentés      | 10               | 2 fois                    | 2 fois           | 3        | 2 fois                  | 2 fois        |
| Rebonds offensifs          | 10               | Kings de Sacramento       | 27 janvier 2021  | 3        | 3 fois                  | 3 fois        |
| Rebonds défensifs          | 11               | Raptors de Toronto        | 29 novembre 2019 | 8        | @ Raptors de Toronto    | 23 avril 2019 |
| Rebonds totaux             | 15               | Trail Blazers de Portland | 26 mars 2021     | 11       | @ Raptors de Toronto    | 23 avril 2019 |
| Passes décisives           | 6                | @ Jazz de l'Utah          | 1er mai 2021     | 4        | Bucks de Milwaukee      | 22 août 2020  |
| Interceptions              | 4                | 2 fois                    | 2 fois           | 1        | 3 fois                  | 3 fois        |
| Contres                    | 4                | 4 fois                    | 4 fois           | 4        | @ Raptors de Toronto    | 23 avril 2019 |
| Balles perdues             | 4                | @ Mavericks de Dallas     | 14 mai 2021      | 3        | Bucks de Milwaukee      | 24 août 2020  |
| Minutes jouées             | 42               | Pacers de l'Indiana       | 16 mai 2021      | 30       | @ Raptors de Toronto    | 23 avril 2019 |

- Double-double : 10
- Triple-double : 0

Dernière mise à jour : 15 mars 2023

## Salaires
Les gains de Khem Birch en NBA sont les suivants :
| Saison      | Équipe      | Salaire      |
| ----------- | ----------- | ------------ |
| 2014-2015*  | Miami       | 50 000 $     |
| 2017-2018   | Orlando     | 815 615 $    |
| 2018-2019   | Orlando     | 1 378 242 $  |
| 2019-2020   | Orlando     | 3 000 000 $  |
| 2020-2021   | Orlando     | 2 586 036 $  |
| 2020-2021   | Toronto     | 410 691 $    |
| 2021-2022   | Toronto     | 6 350 000 $  |
| 2022-2023   | San Antonio | 6 667 500 $  |
| 2023-2024   | San Antonio | 6 985 000 $  |
| Total Gains | Total Gains | 28 243 084 $ |

Note : * Pour la saison 2014-2015, le salaire moyen d'un joueur évoluant en NBA est de 4 500 000 $.

## Vie privée
Birch est né à Montréal de Wendy Sparks et Dervincent Birch. Depuis 2018, il est marié à Elina Zoitakis, de Grèce, et ils ont une fille, Ariadne Sofia, née en janvier 2019.